# Viva la Frida!
Viva la Frida! è un documentario del 2001 diretto da André Leduc e basato sulla vita della pittrice messicana Frida Kahlo.